# وینونا (میزوری)
وینونا (به انگلیسی: Winona) یک شهر در ایالات متحده آمریکا است که در شهرستان شنون، میزوری واقع شده‌است. وینونا ۹٫۸۷ کیلومتر مربع مساحت و ۱٬۳۳۵ نفر جمعیت دارد و ۲۸۴ متر بالاتر از سطح دریا قرار دارد.